# High Bentham
High Bentham è un paese di 3.000 abitanti della contea del North Yorkshire, in Inghilterra.